# سیارک ۲۷۵
سیارک ۲۷۵ (به انگلیسی: 275 Sapientia) دویست و هفتاد و پنجمین سیارک کشف شده‌است که در ۱۵ آوریل ۱۸۸۸ و در وین کشف شد.
قدر مطلق سیارک برابر ۸٫۸۵ است.